# Горев, Сергей Владимирович
Сергей Владимирович Горев (22 января 1959 или 23 января 1959 — 8 декабря 2024) — советский и российский хоккеист, нападающий. Мастер спорта СССР. Тренер.

## Биография
Воспитанник тюменского хоккея. Чемпион СССР среди молодёжи в составе горьковского «Торпедо» (1976). Выступал за команды «Рубин» Тюмень (1976/77, 1990/91 — 1991/92), СКА Новосибирск (1977/78 — 1978/79), «Торпедо» Усть-Каменогорск (1979/80 — 1984/85, 1986/87 — 1989/90), «Торпедо» Горький (1985/86), «Колос» Тюмень (1992/93), «Холмогорец» (Ноябрьск, 1993/94), «Рубин-2» (1993/94, 1998/99).
Работал тренером в СДЮСШОР «Газовик». Тренер в «Газовике» (2001/02, 2006/07). Главный тренер команды «Инквой» (Советский, 2008/09). Тренер казахстанского «Бейбарыса» (2009/10, 2014/15), тренер команды «Авангард-Югра» (Когалым, 2010/11). Тренер студенческой команды ТГСПА (2012/13). Главный тренер команды «Ангел Сибири» (Тобольск, 2013/14), команды U18 «Ангел Сибири» (2015—2018).
Скончался 8 декабря 2024 года.